# 金山 (政治家)
金 山（キム・サン、朝鮮語: 김산、1898年10月12日 - 1984年8月20日）は、日本統治時代の朝鮮の独立運動家、大韓民国の牧師、教育者、政治家。第5代韓国国会議員。

## 経歴
漢城府（現・ソウル特別市）出身。金陵大学（現・南京大学）神学科卒。三・一運動に参加した後、1年間投獄された。韓中同志社組織者、中国東方弱小民族連盟中央委員、牧師を経て、韓国民主党に参加し、大韓独立促成国民会中央常務委員、民主党ソウル市党副委員長などを務めた。民主党内では旧派の中堅人物であった。